# Cratere Marie
Marie  è un cratere sulla superficie di Venere.